# توني مارتن (لاعب دارت)
توني مارتن (بالإنجليزية: Tony Martin)‏ هو لاعب دارت بريطاني، ولد في 10 مايو 1981 في Ellesmere Port ‏ في المملكة المتحدة.

## وصلات خارجية
- توني مارتن على موقع DartsDatabase.co.uk (الإنجليزية)